# حوت حفري
الحوت الحفري (الاسم العلمي:†Orycterocetus) هو جنس منقرض من الحيتانيات يتبع فصيلة حيتان العنبر من رتبة مزدوجات الأصابع.